# Divadlo Thália

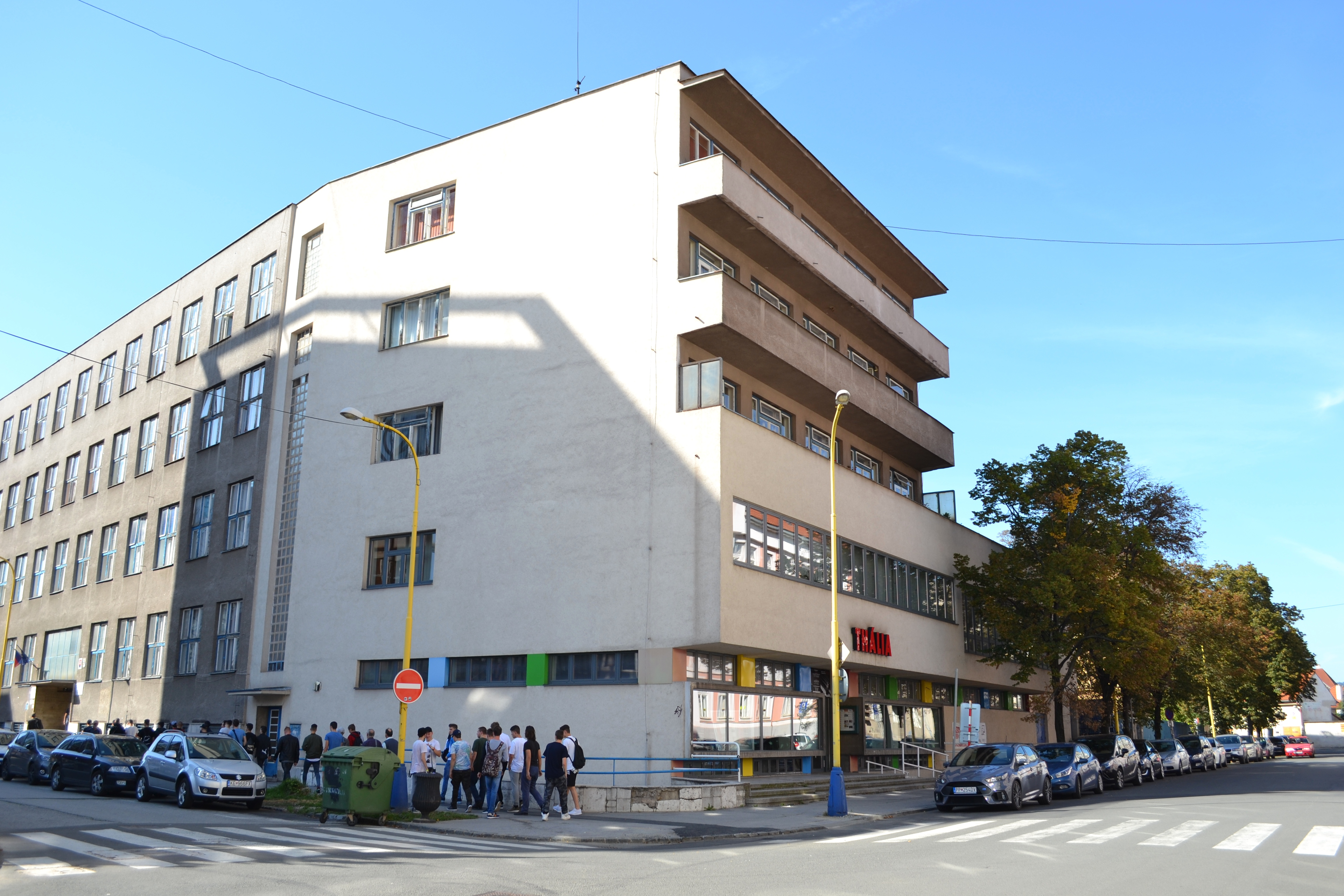
Budynek teatru „Thália” (Koszyce)

Divadlo Thália (węg. Thália Színház) – teatr zlokalizowany w Koszycach na Słowacji, należący do węgierskiej mniejszości narodowej. Został założony w 1969 roku.